# Frédéric Auguste de Beurmann
Pour les articles homonymes, voir Beurmann.
Frédéric Auguste de Beurmann, né le 22 septembre 1777 à Nancy, mort le 13 avril 1815 à Metz, est un général français de la Révolution et de l’Empire.

## Biographie
Enfant de troupe au régiment de Salm-Salm-Infanterie (qui deviendra le 62e régiment d'infanterie de ligne), il est admis à la demi-solde le 10 août 1784, et à celle de soldat le 10 juin 1788.
Sous-lieutenant le 10 juin 1792, il part aussitôt pour le camp de Sarreguemines, de la garnison de Mayence en 1793, passe à l'armée du Nord en l'an II, et à celle de Sambre-et-Meuse l'année suivante. Aide de camp du général Kléber au commencement de l'an II, il fait avec lui les guerres de l'an III à l'an V (première Coalition).
Il reçoit un coup de sabre au bras droit au passage de la Sieg le 13 prairial an IV (1er juin 1796). Lieutenant à la suite du 1er régiment de chasseurs à cheval le 30 messidor suivant (18 juillet 1796), il rejoint ce corps en qualité de titulaire le 10 germinal an V (30 mars 1797), et le suit aux armées du Rhin, du Danube et d'Helvétie des ans V à IX.
Beurmann sert comme aide de camp auprès du général Mortier depuis le 21 messidor an VII (8 juillet 1799), lorsqu'il est nommé capitaine sur le champ de bataille devant Zurich le 5 vendémiaire an VIII (27 septembre 1799). Passé dans les chasseurs à cheval de la garde des consuls le 29 brumaire an IX (20 novembre 1800), il accompagne le 6 frimaire (27 novembre 1800), le colonel Duroc en mission à Saint-Pétersbourg.
Chef d'escadron le 21 vendémiaire an XI (13 octobre 1802), à son retour en France, il reçoit le 25 prairial an XII (14 juin 1804) la décoration d'officier de la Légion d'honneur, et fait les campagnes de cette année et la suivante à l'armée des côtes de l'Océan, ainsi que celles d'Autriche, de Prusse et de Pologne de l'an XIV à 1807. Blessé de deux coups de baïonnette à Austerlitz, il ne veut quitter le champ de bataille qu'à la fin de l'action et lorsqu'il sait que la victoire est acquise aux Français. L'Empereur le nomme colonel du 17e régiment de dragons le 27 frimaire an XIV (18 décembre 1805).
Passé à l'armée d'Espagne en 1808, il est blessé au talon gauche au combat de la Corogne le 15 janvier 1809. Le 12 mai suivant, il défend pendant huit heures, avec son régiment et deux bataillons d'infanterie, le pont d'Amarante attaqué par 6 000 Espagnols et quatre pièces de canon, et reçoit une balle à la joue droite.
Général de brigade le 6 août 1811, il reçoit à Sarrelouis le 9 novembre suivant, les remontes destinées aux corps de cavalerie stationnés dans cette place et ses environs. Nommé inspecteur des dépôts de cette arme dans la 5e division militaire, il a l'ordre le 28 janvier 1812, de prendre le commandement de la 14e brigade de cavalerie légère, formant l'avant-garde du IIIe corps de la Grande Armée de Russie. Le 28 août, la cavalerie du général Sébastiani, attaquée à l'improviste vers Inkowo (en), par les cosaques de l'ataman Platow, se trouve fortement compromise, lorsque la brigade Beurmann, après avoir fait deux lieues au galop, la dégage et force les Russes à une prompte retraite. Cette action lui mérite le 2 septembre 1812, la croix de commandeur de la Légion d'honneur.
Passé le 18 juin 1813, au commandement de la 10e brigade du 3e corps d'infanterie de l'armée de Silésie, il est blessé aux reins par un boulet, près de Bunzlau le 19 août. Le 12 octobre, près de Dessau, il fait 1 200 prisonniers à l'ennemi, sabre et jette dans la Mulden 4 à 500 hommes. C'est lui qui commande l'arrière-garde du corps du duc de Raguse dans sa retraite depuis le Rhin jusqu'à Metz. Le 14 janvier 1814, il prend part à la défense extérieure de cette place, et sert jusqu'au mois de juin à la tête d'une brigade de cavalerie dans le corps d'armée chargé de la défense de la Moselle.
Il est encore à Metz au retour de l'Île d'Elbe, et il s'y tue le 13 avril 1815, en se tirant deux coups de pistolet. On attribue ce suicide à la disgrâce qui suit sa présentation à l'Empereur.
Il est baron de l'Empire et Louis XVIII l'a nommé chevalier de l'ordre du Mérite militaire.

### Vie familiale
Sa famille, noble et originaire du Hanovre, reçoit du roi de ce pays, en récompense de ses services militaires, une forte dotation immobilière, transmissible de mâle en mâle, et dont la branche française a aliéné, en 1850 seulement, la faible part qu'elle a conservée de ces biens.
Le père de Frédéric Auguste, Auguste de Beurmann (1741 - Münster (Westphalie) ✝ tué le 26 octobre 1793 - bataille d'Entrammes), est entré comme sous-lieutenant au régiment de Salm-Salm le 13 janvier 1750, lieutenant (1765), capitaine (1776), chef de bataillon au 62e de ligne (1779), il y est rejoint par son fils cadet. Celui qui trouve une mort glorieuse à la bataille d'Entrammes (pendant la guerre de Vendée), a épousé, Catherine Kübleber qui lui donne Jean Ernest (1775 ✝ 1850), général de brigade et baron de l'Empire, Frédéric Auguste, général de brigade et baron de l'Empire, Pierre Frédéric (2 septembre 1780 - Landau ✝ 11 mars 1838 - Wissembourg), Lieutenant-colonel, Chevalier de l'Empire (30 septembre 1811).
Frédéric Auguste épouse en 1803 Anne Gobert (1776 ✝ novembre 1823). Ensemble, ils ont :
- Eugène Catherine (9 mai 1804 - Sailly (Ardennes) ✝ 18 mai 1873), baron de Beurmann (confirmé par décret impérial du 14 juillet 1865), Officier d'artillerie en 1826 (au sortir de l'École polytechnique : promotion 1824), chef d'escadron (1849), attaché à l'ambassade militaire du général Baraguey d'Hilliers à Constantinople (1853), lieutenant-colonel (1854), commandant des batteries françaises de siège de Crimée, colonel (1855), général de brigade (1862), commandeur de la Légion d'honneur et officier de l'Ordre du Médjidié, marié le 29 mai 1854 avec Elvire Friquet-Gobert (née en 1825 - Sedan), dont :
  - Auguste (né le 3 septembre 1859), baron de Beurmann (titre confirmé par arrêté ministériel du 31 août 1880), Sous-inspecteur des Eaux et Forêts ;
  - Jeanne (23 janvier 1862 ✝ 21 août 1939), mariée en avril 1880 à Charles-Édouard Gobert (1851 ✝ 1891), dont postérité ;
- Cornélie (14 août 1805 ✝ 1856), mariée, dont postérité ;
- Ernestine (née le 23 avril 1811), mariée avec un cousin germain ;
- Prosper (né le 9 octobre 1814), marié, dont :
  - un fils ( ✝ 25 août 1856).

## État de service
- Enfant de troupe au régiment de Salm-Salm-Infanterie ;
- Admis à la demi-solde le 10 août 1784 ;
- Soldat le 10 juin 1788 ;
- Sous-lieutenant (à titre provisoire le 10 juin 1792, confirmé le 22 septembre 1795 ;
- Aide de camp du général Kléber début an II ;
- Lieutenant le 26 décembre 1795 ;
- Lieutenant à la suite du 1er régiment de chasseurs à cheval le 18 juillet 1796 ;
- Aide de camp auprès du général Mortier le 21 messidor an VII ;
- Capitaine sur le champ de bataille devant Zurich (à titre provisoire le 27 septembre 1799, confirmé le 28 mars 1800 ;
- Chasseur à cheval de la garde des consuls le 29 brumaire an IX ;
- Chef d'escadron le 13 octobre 1802 ;
- Colonel du 17e régiment de dragons le 18 décembre 1805, confirmé le 27 février 1806 ;
- Général de brigade le 6 août 1811 ;
- Inspecteur des dépôts de remontes dans la 5e division militaire du 14 décembre 1811 au 30 décembre 1811 ;
- Commandant de la 14e brigade de cavalerie légère, formant l'avant-garde du IIIe corps de la Grande Armée de Russie du 30 décembre 1811 au 28 janvier 1812 ;
- Affecté au corps d'observation des Côtes de l'Océan du 28 janvier 1812 au 12 avril 1813 ;
- Commandant d'une brigade de cavalerie légère en Hanovre du 12 avril 1813 au 18 juin 1813 ;
- Commandant de la 10e brigade de cavalerie légère du IIIe corps de la Grande Armée du 18 juin 1813 au 4 janvier 1814 ;
- Commandant de la levée en masse du département des Vosges du 4 janvier 1814 au 1er juin 1814 ;
- Mis en non-activité le 1er juin 1814 ;
- Adjoint à l'inspecteur général des Troupes à cheval dans la 15e division militaire du 5 janvier 1815 au 27 janvier 1815 ;
- Mis en non-activité le 27 janvier 1815.

## Campagnes
- Camp de Sarreguemines ;
- Garnison de Mayence (1793) ;
- Guerres de l'an III à l'an V (Première Coalition) :
  - Armée du Nord (an III),
  - Armée de Sambre-et-Meuse (an IV) ;
- Armée du Rhin, Armée du Danube, Armée d'Helvétie (an V - an IX) ;
- Armée des côtes de l'Océan (an XII - an XIII), ainsi que
- Campagne d'Autriche (1805) :
  - Bataille d'Austerlitz
- Campagne de Prusse (1806) ;
- Campagne de Pologne (1807) de l'an XIV à 1807.
- Campagne d'Espagne (1808-1811) :
  - Combat d'Amarante (Portugal), bataille de La Corogne ;
- Campagne de Russie (1812) :
  - Combat d'Inkowo
- Campagne d'Allemagne (1813) ;
- Campagne de France (1814) :
  - Défense de Metz

## Faits d'armes
- Défense du pont d'Amarante (12 mai 1809) ;
- Combat d'Inkowo (28 août 1812) ;
- Combat de Dessau (12 octobre 1813).

## Blessures
- Reçu un coup de sabre au bras droit au passage de la Sieg (13 prairial an IV) ;
- Blessé de deux coups de baïonnette à la bataille d'Austerlitz (2 décembre 1805) ;
- Blessé au talon gauche à la bataille de La Corogne (15 janvier 1809) ;
- Reçu une balle à la joue droite à Amarante (Portugal) (12 mai 1809) ;
- Blessé aux reins par un boulet, près de Bunzlau (19 août 1813).

## Décorations
- Légion d'honneur :
  - Officier de la Légion d'honneur (25 prairial an XII) ;
  - Commandeur de la Légion d'honneur (2 septembre 1812) ;
- Chevalier de l'ordre du Mérite militaire (1814 : première Restauration).

## Titres
- Baron de l'Empire (30 octobre 1808, lettres patentes du 27 novembre 1808).

## Autres fonctions
- Membre de l'ambassade du colonel Duroc en mission à Saint-Pétersbourg (6 frimaire an IX).

## Armoiries
| Figure | Blasonnement |
|        | Armes du baron de Beurmann et de l'Empire (décret du 19 mars 1808, lettres patentes du 27 novembre 1808 (Aranda de Duero)) Écartelé : au premier d'or au casque grillé, taré de profil, de sable, clouté d'argent ; au deuxième des barons militaires ; au troisième d'azur au cheval gai galopant d'argent ; au quatrième d'argent, à la tente d'azur ouverte et terrassée de sable, surmontée d'une étoile de sinople et entourée de deux branches de laurier au naturel croisées en sautoir par la tige., Livrées : jaune, bleu, blanc et verd ; le verd dans les bordures seulement. |